# Abu Nasr Hibatallah
Abu Nasr Hibatallah al-Farsi Kiwan al-Mulk Nizam al-Din (mort vers 1017) fou poeta i oficial gaznèvida de la segona meitat del segle xi, d'un família establerta a Lahore al servei dels gaznèvides.
Fou lloctinent del príncep gaznèvida governador de Panjab i comandant en cap de l'exèrcit a aquesta província als darrers anys del sultà Ibrahim ben Masud (1059-1099) quan el fill d'aquest Masud era governador, i quan el príncep fou proclamat sultà (Masud III Ala al-Dawlah ben Ibrahim 1099-1115) va romandre en el mateix càrrec sent llavors governador Shersad ben Masud Azud al-Dawla (sultà 1115-1116). Els poetes Abu l-Faradj Rud i Masud-i Sad-i Salman li van dedicar versos; aquest segon fou governador de Čalandhar o Jullundur sota autoritat d'Abu Nasr.
Durant el regant de Masud III va perdre la confiança de la cort i fou destituït del seu càrrec. Va morir en el regnat de Malik Arslan Shah ben Masud (1116-1118).
Va escriure poesies molt elogiades que no s'han conservat.